# Contrat de prêt en droit français
Le prêt est « une convention générique – dont le prêt à usage et le prêt de consommation sont les deux espèces – en vertu de laquelle le prêteur remet une chose à l’emprunteur, afin que celui-ci s’en serve, à charge de restitution » .
Le Code civil, en son article 1874, distingue  le prêt à usage et le prêt de consommation (à ne surtout pas confondre avec le prêt à la consommation qui permet d'emprunter une somme d'argent destinée exclusivement à la consommation). Le prêt à usage, que l'on retrouve à l'article 1875 du Code civil, permet d'user d'une chose sans destruction par la suite et l'emprunteur sera tenu de rendre la chose prêtée. Le prêt de consommation, consacré par l'article 1892 du Code civil, en revanche, porte sur une chose qui sera détruite (aussi appelée "bien consomptible").
Dans le Code civil, le prêt est un service gratuit qui ressemble en fait à un simple service d'ami, sauf en cas de prêt de consommation (puisque cela porte sur un bien consomptible, cela sera onéreux la plupart du temps). Bien évidemment, tous les prêts de consommation ne sont pas à titre onéreux. 
Théoriquement, le contrat de prêt est un contrat unilatéral : le prêteur est libre, il peut décider de remettre la chose ou non.
Selon Cornu, "ces deux contrats ont cela en commun que, outre le consentement requis dans tous les contrats, la remise d’une chose est nécessaire pour leur existence". Aussi les appelle-t-on pour cela contrats réels, dans la doctrine.
Mais une partie de la doctrine conteste cette qualification de contrats réels et y voit un contrat consensuel synallagmatique. On parle aussi de titre onéreux, lorsque chacun reçoit un avantage contre son engagement.

## Exemple de cette contestation doctrinale
Ce chapitre est relatif à l’arrêt de la Première Chambre Civile de la Cour de cassation du 28 mars 2000'. 
Dans cette espèce, grâce à un prêt accordé par un professionnel, un particulier a acquis du matériel agricole. Ce contrat de prêt prévoyait que le prêteur devait verser directement au vendeur le montant du prêt après avoir été informé par ce dernier de la fourniture du matériel et si l’emprunteur avait souscrit une assurance-vie. L’emprunteur a rempli toutes les conditions nécessaires à l’octroi du prêt et notamment la souscription à l’assurance-vie, mais décède 3 mois après. Le vendeur adresse au prêteur le bon de livraison du matériel. 
Les héritiers de l’emprunteur assignent le professionnel, qui a octroyé le crédit, en versement du montant du prêt. La Cour d’Appel de Grenoble fait droit à leur demande. Le professionnel prêteur forme alors un pourvoi et reproche à l’arrêt de la Cour d'Appel d’avoir considéré que le contrat de prêt était formé, alors que faute de remise des fonds, ce dernier en raison de son caractère réel, n’était pas formé.
La Cour de Cassation doit répondre à la question suivante : Le prêt d’une somme d’argent consenti par un professionnel du crédit est-il de nature réelle ou consensuelle ? 
La Haute Juridiction rejette le pourvoi au motif que le prêt consenti par un professionnel du crédit n’est pas un contrat réel .
Elle effectue ici un revirement par rapport à sa jurisprudence traditionnelle dans laquelle elle affirmait que un prêt de consommation, contrat réel, ne se réalise que par la remise de la chose prêtée à l’emprunteur lui-même ou à un tiers qui la reçoit pour le compte de l’emprunteur  . 
La première inflexion à ce principe a concerné un certain type de prêt : « les prêts régis par les articles L312-7 et suivants du code de la consommation n’ont pas la nature de contrat réel » . Puis dans l’arrêt commenté, le principe est à nouveau infléchi pour les contrats de prêt d’argent conclus avec des professionnels du crédit.

## Formation du contrat de prêt
Comme dans tout bon développement juridique, il existe des conditions de fonds et des conditions de forme pour pouvoir qualifier un contrat de contrat de prêt.

### Conditions de fonds
Concernant le prêt à usage, il est nécessaire que les biens (ils peuvent être immeubles ou meubles) soient non-consomptibles et présents dans le commerce. Ce type de prêt n'exige pas que le bien soit la propriété du prêteur. Aucune contrepartie n'est imposée.
Concernant le prêt de consommation, il requiert cette fois-ci des biens consomptibles (= des choses mobilières puisque des biens immeubles qui disparaitraient dès la première utilisation seraient difficilement envisageable). Le régime des contrats translatifs de propriété sera applicable. Le contrat devra être déterminé, notamment concernant une éventuelle contrepartie si des intérêts sont en jeu.
t n

### Conditions de forme
Le prêt à usage est un contrat réel. En cas de mauvaise exécution, des dommages et intérêts seront possibles.
Le prêt de consommation est généralement consensuel (il sera solennel s'il est réalisé entre un professionnel du crédit et un consommateur). 
Le rapport de la preuve du contrat de prêt ne diffère pas des règles de preuve habituelles qui régissent le droit des contrats. La seule exception possible est l'impossibilité morale. Il incombe à celui qui se prévaut du prêt d'en rapporter la preuve, notamment en rapportant l'existence d'une obligation par la conclusion du contrat et la qualité d'emprunteur pour celui qui a effectivement emprunté. Un écrit sera bien sur nécessaire, accompagné de la remise des fonds.

## Exécution du contrat de prêt
Le prêt à usage comporte une particularité au niveau de son exécution puisqu'il s'agit d'un contrat unilatéral (cela ne pèse donc que sur l'emprunteur). Néanmoins, le prêteur n'est pas débiteur d'une obligation envers l'emprunteur, la remise de la chose n'est pas une obligation. Il existe toutefois certaines hypothèses où le prêteur pourra être débiteur d'une obligation envers l'emprunteur, par exemple lors d'une action en réparation d'un préjudice subi pour défaut de mention sur la chose.

### Obligations qui incombent à celui qui emprunte
1. Respecter l'usage convenu de la chose. L'emprunteur est assimilable à un détenteur précaire de la chose. Pour le prêt à usage, la jouissance qui a été convenu de la chose doit être raisonnable et découle de ce qui a été prévu dans le contrat. L'emprunteur doit également se servir personnellement de la chose et se tenir prêt à réparer les dommages causés à des tiers par la chose, sauf si la preuve est rapportée que l'emprunteur en avait gardé le contrôle. Pour le prêt de consommation, l'emprunteur est naturellement le gardien de la chose puisqu'il devient propriétaire de la chose prêtée.
2. Conserver la chose. Cela n'existe que dans le prêt à usage[2]. Le caractère raisonnable de conservation est également requis ici. La nature de cette obligation de conservation serait à priori une obligation de moyens. Si la chose se détériore par la seule utilisation pour laquelle elle a été empruntée et sans que cela découle d'une faute de l'emprunteur, il ne sera pas tenu pour la détérioration[3].
3. Restituer la chose. Cela se comprend facilement pour le prêt à usage, il faut rendre la chose prêtée. Pareil lorsqu'il s'agit d'une somme d'argent. La règle applicable sera le fait que le prêteur ne pourra retirer la chose qu'après le terme qui avait été convenu[4]. Il existe cependant une limite à ce principe (article 1889 du Code civil)[5]. Si le prêteur n'arrive pas à démontrer les exigences de l'article 1889, il pourra être privé du bien pendant une période assez étendue. Le manquement à l'obligation de restitution va déclencher des sanctions, au niveau de la responsabilité contractuelle ou bien même sur le plan pénal.

### Obligations éventuelles incombant à celui qui prête
Théoriquement, il n'y a pas d'obligations pour le prêteur dans le contrat ! Mais des règles relatives à sa responsabilité peuvent être soulevées. C'est le cas par exemple lorsqu'un préjudice est subi par celui qui se sert de la chose, de la sorte que le prêteur était de mauvaise foi. Notons que les garanties des vices cachés n'ont que de très faibles chances d'être appliquées en matière de prêt à usage, alors qu'en matière de prêt de consommation, l'engagement de la responsabilité sera tout de même possible.